# Menhir de Colmac Bridge
La menhir de Colmac Bridge est un mégalithe situé dans l'île de Bute, en Écosse.

## Localisation
L'île de Bute fait partie du council area d'Argyll and Bute, situé sur la côte ouest de l'Écosse, à une cinquantaine de kilomètres de Glasgow. 
Le menhir se trouve dans un champ proche du hameau de St Colmac, situé à environ deux kilomètres à l'ouest de la localité de Port Bannatyne.

## Description
Le menhir mesure 1,90 m de hauteur pour une largeur d'1 m et une épaisseur de 40 cm. 
Il se trouve à proximité d'un cromlech.